# Табакари (Бузау)
Табакари (рум. Tăbăcari) насеље је у Румунији у округу Бузау у општини Подгорија. Oпштина се налази на надморској висини од 177 m.

## Становништво
Према подацима из 2002. године у насељу је живело 100 становника, од којих су сви румунске националности.